# Rue Saint-Éleuthère
La rue Saint-Éleuthère est une voie du 18e arrondissement de Paris, en France.

## Situation et accès
La rue Saint-Éleuthère est une voie publique située dans le 18e arrondissement de Paris. Elle débute au 11, rue Foyatier et se termine rue du Mont-Cenis et 2, rue Azaïs, et longe le square Nadar.
Le quartier est desservi par la ligne 12 à la station Abbesses.

## Origine du nom
Cette rue honore la mémoire du diacre saint Éleuthère qui fut martyrisé, suivant la légende, dans le voisinage de cette rue, avec son compagnon l'évêque Denis de Paris et le prêtre Rustique.

## Historique
La rue est formée de la réunion le 3 septembre 1869  de deux rues de l'ancien village de Montmartre, la « rue du Pressoir » pour sa partie nord-sud à 70 mètres de la place du Tertre  et la « rue Saint-Paul » pour sa partie est-ouest ouverte à partir de la rue Foyatier. 
La « rue du Pressoir » ou « cour du pressoir » puis rue Saint-Saint-Éleuthère, enfin tronçon de l'actuelle rue du Mont-Cenis entre le parvis de l'église Saint-Pierre et le débouché de l'actuelle rue Azaïs avait été ouverte, avec la place du Tertre, sur une partie de l'enclos de l'abbaye de Montmartre cédée en 1635 par les religieuses. 
À cette date, l'abbaye était située au sommet de la butte avant son transfert en 1686 en contrebas à un emplacement à l'est de la place des Abbesses et autour de l'actuelle rue Yvonne-Le-Tac.
La rue neuve Saint-Paul a été ouverte vers 1840 à l'emplacement des bâtiments de l'ancienne abbaye qui avaient été vendus par lots en 1794 avec l'ensemble du domaine du monastère.